# Монтаняна
Монтаня̀на (на италиански: Montagnana) е град и община в Северна Италия, провинция Падуа, регион Венето. Разположен е на 16 m надморска височина. Населението на общината е 9276 души (към 2014 г.).